# Sośniak (województwo dolnośląskie)
Sośniak – osada w Polsce położona w województwie dolnośląskim, w powiecie zgorzeleckim, w gminie Pieńsk.
W latach 1975–1998 miejscowość położona była w województwie jeleniogórskim.